# Karl Altmann
Karel Altman, zdravnik, * (?), Ljubljana, † (?).
Altman je deloval med letoma 1750 ~ 1800 v Kremsu, Avstrija (nemško Krems an der Donau).
Po študiju farmacije je študiral še medicino. Študij medicine je končal na Dunaju. Deloval je kot mestni fizik v Kremsu in objavil dve deli: Au gens hebraica olim medicinam de industria coluerit et promoverit, (Dunaj, 1765); in  Analysis plantarum antiscorbuticarum et tentamina, num in iis sal alcalicum praeexistat (Dunaj, 1766).